# Жуково (Бельовський район)
В рамках адміністративно-територіального устрою є центром Жуковського сільського округу Білівського району, в рамках організації місцевого самоврядування — адміністративний центр сільського поселення Лівобережне .
У межах адміністративно-територіального устрою є центром Жуковського сільського округу Білівського району, у межах організації місцевого самоврядування — адміністративний центр сільського поселення Лівобережне.

## Географія
Розташоване на високому лівому березі річки Оки, за два кілометри від районного центру Бєльова.

## Історія
Раніше селище мало й іншу назву «Дуракове» — за переказами від імені чи прізвиська першого поселенця. Дерев'яна клетська церква в ім'я пророка Іллі з Богоявленським вівтарем згадується в « Пісцевій книзі 1630—1632 рр.». ", з чого випливає, що саме поселення утворилося значно раніше. Інший, також дерев'яний храм, в ім'я Богоявлення Господнього згорів наприкінці XVIII століття. У 1790 році коштом корнета Дениса Олександровича Чичеріна та інших парафіян була побудована кам'яна хрестоподібна в плані, однокупольна, двох придільна церква в ім'я того ж пророка Іллі та святого Олександра архієпископа Константинопольського з невеликою кам'яною дзвіницею. Дзвіницю прибудували 1911 року. У парафію входило саме село, села Бесєдіна і Болтенки, село Берегова . У 1870-х роках у селі була відкрита школа грамоти, перетворена потім на земську школу . 1859 року в селі налічувалося 53 селянські двори, 1915 року — 110 .

## Населення
| Роки      | 1857  | 1859 | 1915 | 2010 |
| --------- | ----- | ---- | ---- | ---- |
| Населення | 561 * | 561  | 759  | 597  |

* 22 особи військового відомства, 539 — кріпаків поміщицьких.